# Kallakoopah Creek
Kallakoopah Creek är ett vattendrag i Australien. Det ligger i delstaten South Australia, omkring 830 kilometer norr om delstatshuvudstaden Adelaide.
Trakten runt Kallakoopah Creek är ofruktbar med lite eller ingen växtlighet. Trakten runt Kallakoopah Creek är nära nog obefolkad, med mindre än två invånare per kvadratkilometer. Genomsnittlig årsnederbörd är 181 millimeter. Den regnigaste månaden är februari, med i genomsnitt 49 mm nederbörd, och den torraste är oktober, med 2 mm nederbörd.